# Ouvrage du Hackenberg
L'ouvrage du Hackenberg est une fortification faisant partie de la ligne Maginot, située sur le territoire de la commune de Veckring, dans le département de la Moselle.
C'est un gros ouvrage d'artillerie, composé d'un total de dix-neuf blocs en surface, reliés entre eux par des kilomètres de galeries souterraines. Construit entre 1929 et 1935, il a été épargné par les combats de juin 1940, avant d'être réutilisé par les Allemands et de servir lors des combats de novembre 1944 contre les troupes américaines. Réparé au début de la guerre froide, c'est désormais un musée.
C'est un des plus puissants ouvrages de la ligne Maginot : seul l'ouvrage du Hochwald dans le Nord de l'Alsace lui est comparable.

## Description
Situé à cheval sur la crête boisée de la colline du Hackenberg qui culmine à 343 mètres, l'ouvrage du Hackenberg tient à portée de tir de ses canons l'extrémité orientale du secteur fortifié de Thionville, ainsi que toute la moitié occidentale du secteur fortifié de Boulay.
L'ouvrage partage avec l'autre géant de la Ligne Maginot, le Hochwald, la particularité d'être en réalité constitué de deux gros demi ouvrages, ouest et est, reliés par des galeries souterraines et, en surface, par un fossé puis un escarpement antichar défendus par des casemates.

### Position sur la ligne
Faisant partie du sous-secteur de Hombourg-Budange dans le secteur fortifié de Boulay, l'ouvrage du Hackenberg, portant l'indicatif A 19, est intégré à la « ligne principale de résistance » entre les casemates d'intervalle du Hummersberg Sud (C 54) au nord-ouest et de Veckring Nord (C 55) au sud-est, à portée de tir des canons des gros ouvrages d'une part de Métrich (A 17) et du Billig (A 18) plus au nord-ouest, d'autre part du Mont-des-Welches (A 21) plus au sud-est.

### Souterrains

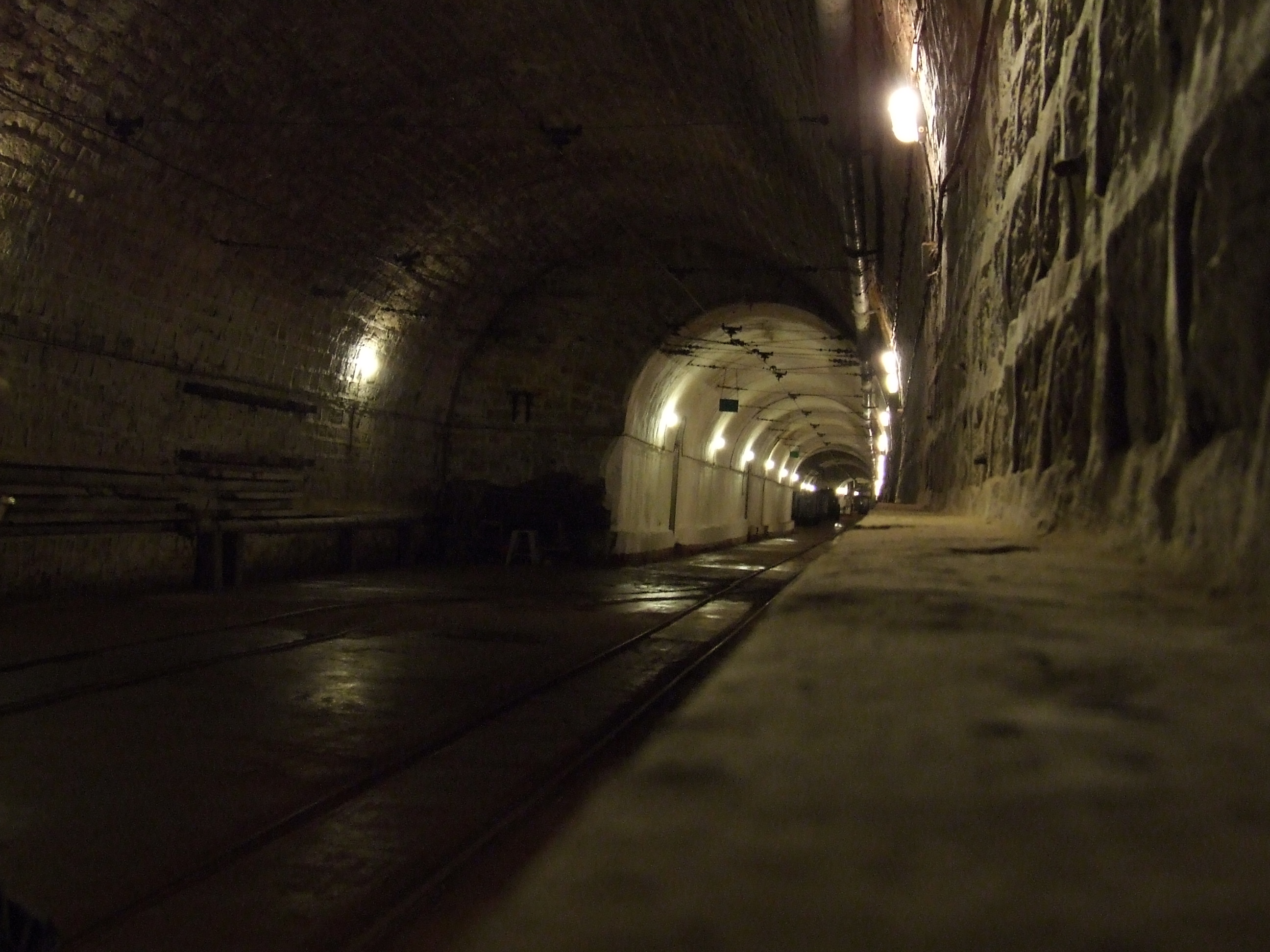
La gare de triage, à l'intérieur de l'ouvrage, du côté de l'entrée des munitions. Cette gare permettait de remplacer la locomotive Diesel venant de l'extérieur par une locomotive électrique de l'ouvrage, afin de rentrer le train de munitions.
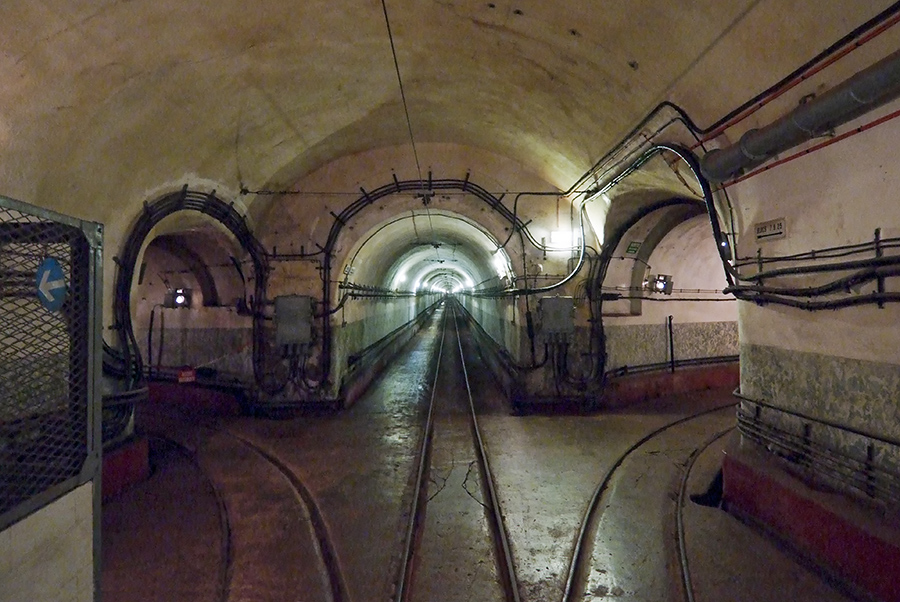
La galerie principale à hauteur des blocs 8 et 10 : les deux embranchements en arc-de-cercle permettent d'accéder aux magasins à munitions M 2.

Comme tous les autres ouvrages de la ligne Maginot, celui du Hackenberg est conçu pour résister à un bombardement d'obus de très gros calibre. Les organes de soutien sont donc aménagés en souterrain, creusés sous plusieurs dizaines de mètres, tandis que les organes de combat, dispersés en surface sous forme de blocs, sont protégés par d'épais cuirassements en acier et des couches de béton armé.
L'ouvrage a en souterrain des magasins à munitions (un M 1 d'une capacité de 34 000 obus d'artillerie et plusieurs M 2), une caserne, une cuisine, des latrines, un poste de secours, des PC, un central téléphonique, des stocks d'eau, de gazole et de nourriture, des installations de ventilation et de filtrage de l'air et une usine électrique, le tout relié par des galeries profondément enterrées et équipées d'une voie ferrée étroite. Ces galeries mesurent dix kilomètres, répartis sur 160 hectares ; elles sont construites au minimum à trente mètres de profondeur pour les protéger des bombardements. Les deux entrées sont de plain-pied, tandis que l'accès aux blocs de combat se fait par des puits avec escaliers et monte-charge.
En cas de coupure de l'alimentation électrique (nécessaire pour l'éclairage, la ventilation, les monte-charges, les tourelles, etc.) fournie par le réseau civil, l'usine disposait de quatre groupes électrogènes, les plus gros installés dans la Ligne Maginot, composés chacun d'un moteur Diesel SGCM GVU 42 (fournissant 350 chevaux à 375 tr/min) couplé à un alternateur, complétés par un petit groupe auxiliaire (un moteur CLM 1 PJ 65, de 8 ch à 1 000 tr/min) servant à l'éclairage d'urgence de l'usine et au démarrage pneumatique des gros moteurs Diesel. Le refroidissement des moteurs se faisait par circulation d'eau.

### Blocs
L'ouvrage est composé en surface de dix-sept blocs de combat, répartis en deux ailes (demi ouvrages) de part et d'autre du relief, et de deux blocs d'entrée. Il est armé d'un total de vingt-cinq canons dont sept canons antichar, 32 mitrailleuses et 59 fusils-mitrailleurs. Ses magasins ont une capacité de 79 700 obus et 3 519 000 cartouches de 7,50 mm, soit 850 tonnes de munitions.
Chaque bloc de combat dispose d'une certaine autonomie, avec ses propres magasins à munitions (le M 3 à côté de la chambre de tir et le M 2 en bas du bloc), sa salle de repos, ses PC, ainsi que son système de ventilation et de filtration de l'air. L'ensemble des blocs est ceinturé par un réseau de fils de fer barbelés, toute la zone est battue par les fusils mitrailleurs (des MAC 24/29 tirant 140 balles à la minute) installés dans les différents créneaux et cloches, se soutenant mutuellement. L'accès à chaque façade est bloqué par un fossé diamant, qui sert aussi à recevoir les débris de béton lors des bombardements. Le niveau de protection est celui maximal, soit le no 4 : les dalles et les murs exposés des blocs font 3,5 mètres d'épaisseur (théoriquement à l'épreuve de deux coups d'obus de 420 mm), les autres murs, les radiers et les planchers 1,75 mètre. L'intérieur des dalles et murs exposés est en plus recouvert de 5 mm de tôle pour protéger le personnel de la formation de ménisque (projection de béton à l'intérieur, aussi dangereux qu'un obus).

#### Aile est
Le bloc 1 se situe en avant de l'aile est : il s'agit d'un bloc d'infanterie, équipé d'une tourelle de mitrailleuses.
Le bloc 2 est un bloc d'artillerie, armé d'une tourelle pour deux canons de 75 mm modèle 1933 et de deux cloches GFM (guetteur fusil-mitrailleur).
Le bloc 3 est armé d'une tourelle pour deux mortiers de 81 mm, ainsi qu'une cloche GFM (servant d'observatoire auxiliaire, sous l'indicatif O 6 et rattaché tactiquement à l'ouvrage du Mont-des-Welches).
Le bloc 4 est une casemate d'infanterie tirant en flanquement vers le sud-est, avec un créneau mixte pour JM/AC 37 (jumelage de mitrailleuses ou canon antichar de 37 mm), un créneau pour JM (jumelage de mitrailleuses), le tout surmontée d'une tourelle de mitrailleuses et deux cloches GFM.
Le bloc 5 est une casemate d'artillerie de flanquement vers le sud-est, avec trois créneaux pour canon de 75 mm modèle 1929, complétés au-dessus par deux cloches GFM et une cloche LG (lance-grenades).
Le bloc 6 est un bloc d'artillerie, avec une tourelle pour deux lance-bombes de 135 mm et une cloche GFM.

#### Aile ouest

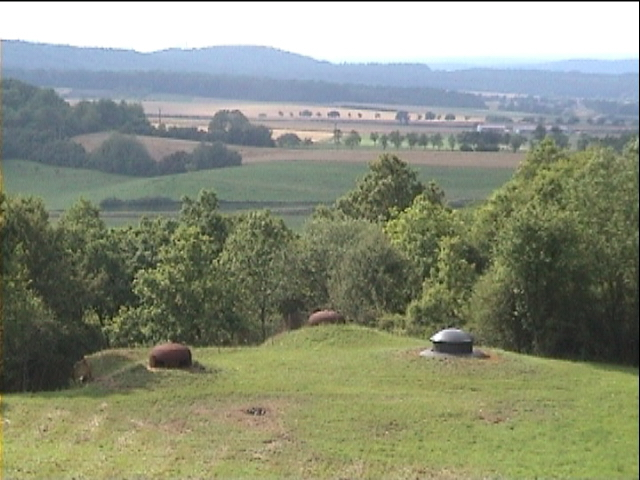
Les dessus du bloc 7, comprenant une tourelle de mitrailleuses et deux cloches GFM.

Le bloc 7 est une casemate d'infanterie, jumeau du bloc 4 avec un créneau mixte pour JM/AC 37 et un créneau pour JM, le tout surmonté d'une tourelle de mitrailleuses et de deux cloches GFM.
Le bloc 8 est une casemate d'artillerie de flanquement vers l'ouest, correspondant au bloc 5, avec trois créneaux pour canon de 75 mm modèle 1929 et deux cloches GFM.
Le bloc 9 est un bloc d'artillerie assez original, armé d'une tourelle pour deux lance-bombes de 135 mm et d'un créneau pour un autre lance-bombe de 135 mm flanquant vers l'ouest. Sa défense rapprochée est assurée par deux cloches GFM.
Le bloc 10 est un bloc d'artillerie avec une tourelle pour deux mortiers de 81 mm et deux cloches GFM.

#### Observatoires
Deux blocs observatoires sont situés sur la colline du Hackenberg qui a donné son nom à l'ouvrage, de part et d'autre de la chapelle construite à son sommet.
Le bloc 11 est équipé d'une cloche observatoire « à vue directe et périscopique » (VDP) et d'une cloche GFM.
Le bloc 12 n'a en surface qu'une cloche observatoire à vision périscopique et deux cloches GFM.

#### Entrées
L'entrée des munitions est un bloc massif aménagé sur le versant sud-ouest de la colline, donnant accès de plain-pied à la galerie principale de l'ouvrage. L'entrée est adapté aux besoins de ravitaillement en munitions de l'ouvrage, avec une voie ferrée entrant dans le souterrain (entrée type A). La façade est défendue par un créneau mixte pour JM/AC 37, des créneaux pour FM, deux cloches GFM au-dessus, un fossé diamant, une grille et une porte blindée.
L'entrée des hommes, de plain-pied également, est défendue par un créneau pour JM/AC 37, une cloche LG (lance-grenades) et deux cloches GFM.

#### Blocs des fossés
Avec le Hochwald, le Hackenberg est le seul ouvrage de la Ligne avec un profond fossé antichars et un long mur d'escarpement. Ce fossé est défendu par les blocs 21 à 25, qui servent de coffres de fossé.
- Bloc 21 : situé à l'extrémité orientale du fossé, ce bloc d'infanterie est doté d'un créneau JM/AC 37, d'un créneau JM, d'un créneau pour mortier de 50 mm et d'une cloche GFM
- Bloc 22 : bloc d'infanterie dans l'angle est du fossé avec d'un créneau mixte pour JM/AC 37, une cloche JM et une cloche GFM.
- Bloc 23 : petite casemate cuirassée avec deux cloches GFM et une cloche LG.
- Bloc 24 : ce gros bloc d'infanterie dans l'angle occidental du fossé doté d'un créneau mixte pour JM/AC 37, d'un créneau pour JM, d'un créneau pour mortier de 50 mm et de deux cloches GFM.
- Bloc 25 : bloc mixte pour la défense du fossé antichars avec un créneau pour un canon de 75 mm modèle R 1932, un créneau pour JM, un créneau pour mortier de 50 mm et une cloche GFM[8].

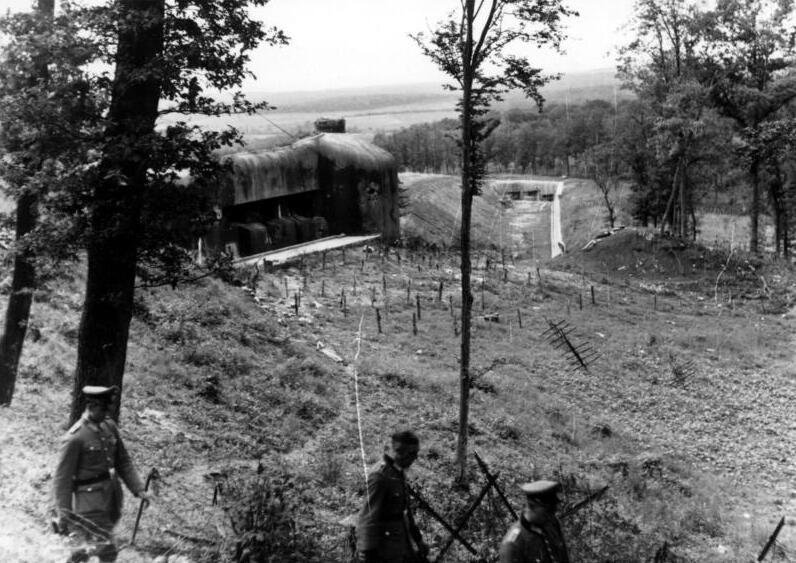
Le bloc 24 en 1940.
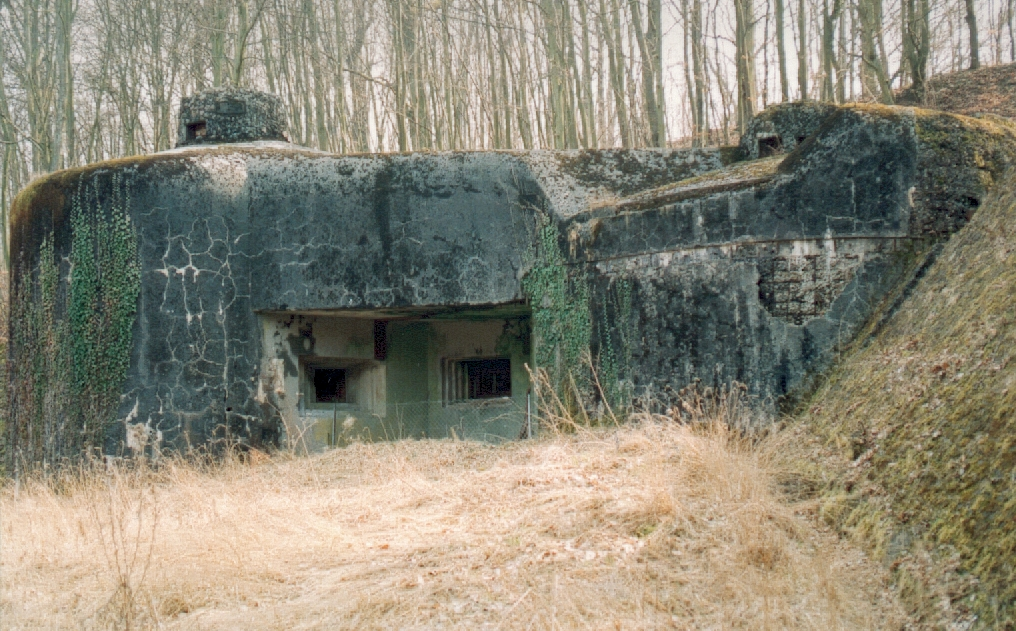
Le bloc 22 en 1993.

## Historique

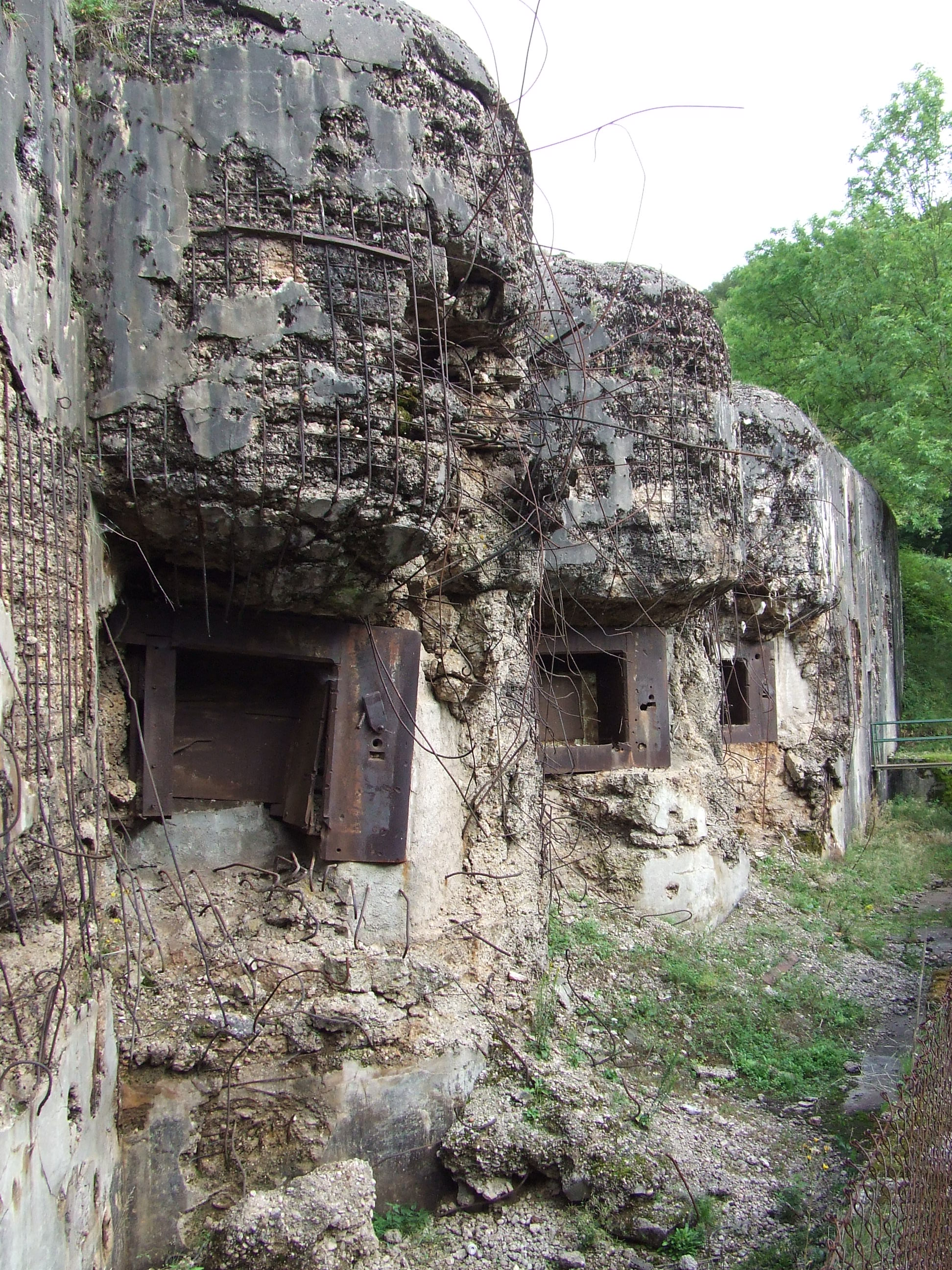
Le bloc 8 du Hackenberg, portant les stigmates des tirs américains à la Libération en 1944.

### Construction et équipage
La construction de l'ouvrage s'est étalée entre 1929 et 1935. Ouvrage géant, sa construction a coûté un peu plus de deux cents millions de francs de 1938. Considéré dans le contexte de l'époque, ce budget est à comparer à l'ensemble des dépenses militaires, toutes armes confondues, réalisées entre 1930 et 1940, qui se sont montées à 250 milliards de francs ; le revenu national annuel étant de 350 milliards de francs. Ainsi, sur la décennie 1930, l'ouvrage du Hackenberg n'a représenté que moins d'un millième du budget total attribué à l'armée française, et environ 1 % du budget de la fortification.
1 040 soldats et 43 officiers vivaient à l'intérieur, appartenant au 153e régiment d'artillerie de position (153e RAP) et au 164e régiment d’infanterie de forteresse (164e RIF).

### Combats de 1940

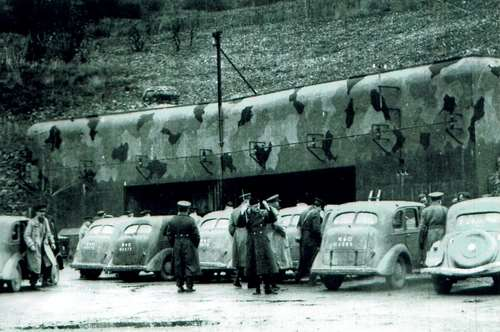
EM du Hackenberg durant une visite d'officiers britanniques.

Après l'entrée en guerre de la France, l'ouvrage est considéré comme le symbole de la ligne Maginot et fut visité, entre autres, par le premier ministre britannique Winston Churchill et le roi George VI du Royaume-Uni en décembre 1939.
Les forces armées allemandes ayant contourné les secteurs les plus puissants de la ligne Maginot en passant par la Belgique, les troupes d'intervalle doivent battre en retraite vers le sud à partir du 13 juin 1940, laissant les équipages des ouvrages encerclés. Mais les Allemands ne tentent rien contre l'ouvrage, qui peut soutenir ses voisins : notamment les tirs du bloc 5 sur des objectifs près de Dalstein le 22 juin (attaques allemandes avortées contre le Michelsberg et le Mont-des-Welches).
Le fort reste sous domination française, après la signature de l'armistice du 22 juin 1940 appliqué à partir du 25, jusqu'à l'évacuation par la majorité de l'équipage, désormais prisonnière de guerre, le 4 juillet (un groupe de 54 hommes restent au service des Allemands pour l'entretien et expliquer le fonctionnement).

### Occupation et libération
Durant l'Occupation, les Allemands installent en 1943 une usine dans les installations souterraines, où travaillent des déportés et des prisonniers soviétiques. Ils y provoquent deux explosions et quelques dégâts dans le magasin à munitions M1 et l'entrée des hommes. Les quatre groupes électrogènes sont démontés, probablement pour équiper les bases de sous-marins du Mur de l'Atlantique.
En 1944, les troupes allemandes occupent partiellement l'ouvrage, notamment le bloc 8 qui couvre la Moselle avec ses trois canons de 75 mm en casemate. Le 15 novembre 1944, les Américains de la 90th ID sont repoussés par les tirs du bloc (les canons sont servis par des éléments de la 19. Volksgrenadier) ; le bloc est neutralisé le 16 par un canon automoteur de 155 mm qui perce la façade, avant que l'ouvrage ne soit occupé le 19 novembre.

### Guerre froide
Après la guerre, les quatre groupes électrogènes sont réinstallés : il s'agit de matériel neuf, identique à celui installé avant la guerre. Ces groupes sont toujours en place.
Pendant la guerre froide, il est partiellement remis en état par l'Armée américaine, qui remplace les tubes d'une tourelle de 81 mm, détruits lors d'une mauvaise manœuvre en 1940. Les canons, d'un calibre inconnu aux États-Unis, ont été réalisés sur mesure.
L'ouvrage est entretenu par l'Armée française jusque vers 1970.

### Ouverture aux visites
L'ouvrage est confié en 1975 à l'association AMIFORT-Vecking qui l'ouvre aux visiteurs (40 000 à 50 000 par an). L'ouvrage du Hackenberg est membre du réseau des Grands Sites de Moselle. De nos jours, le Hackenberg est un des ouvrages de la ligne Maginot les plus visités : 35 989 personnes en 2014, 32 040 en 2013 et 31 047 en 2012.
Dans un univers souterrain, les installations d'époque sont présentées en état de marche du magasin à munitions à la centrale électrique, en passant par la caserne avec ses cuisines et son infirmerie reconstituées à l'identique. Une sortie sur les dessus de l'ouvrage permet d'observer une tourelle en fonctionnement.

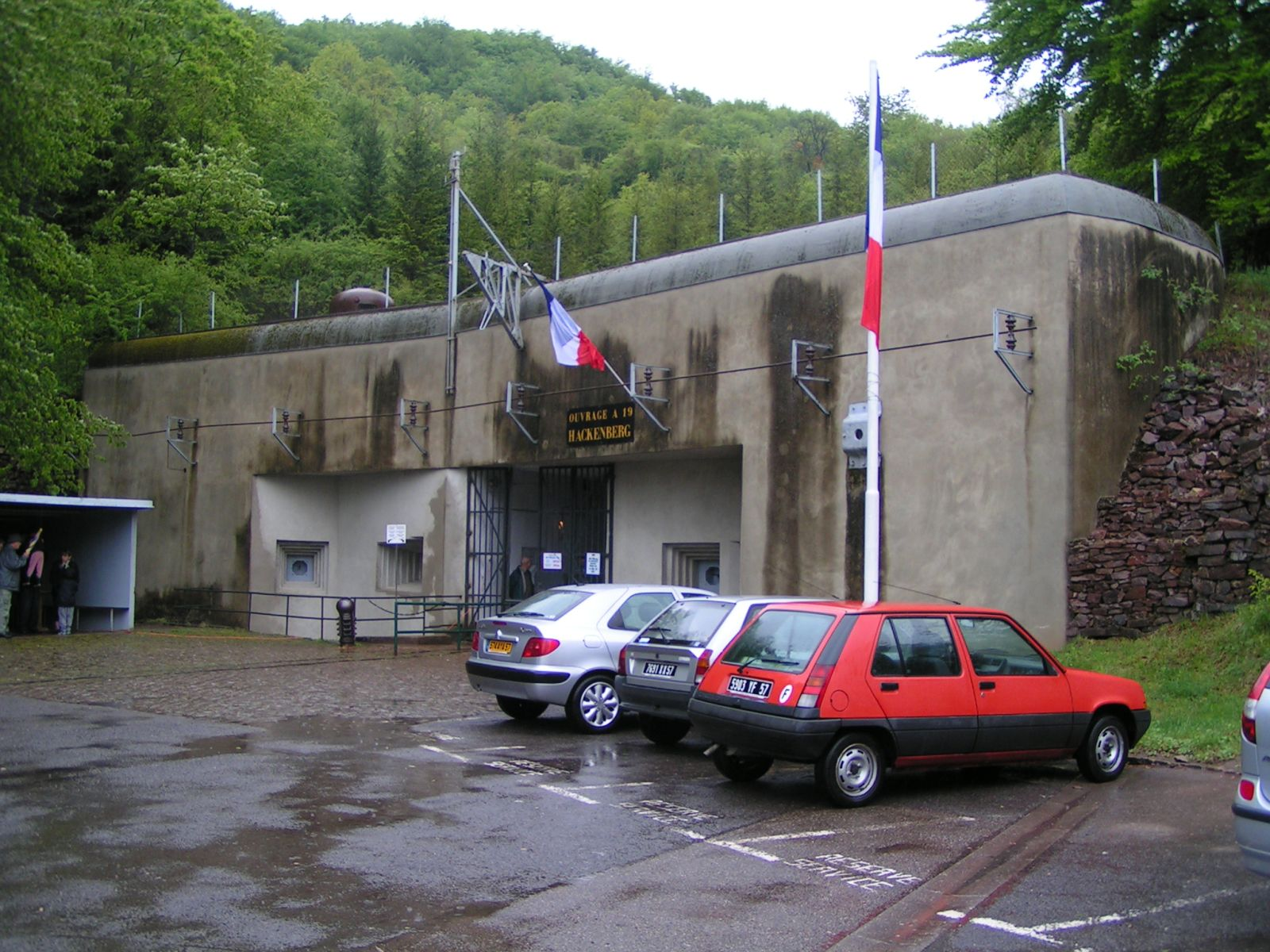
L'entrée des munitions, qui sert désormais de point de départ des visites.
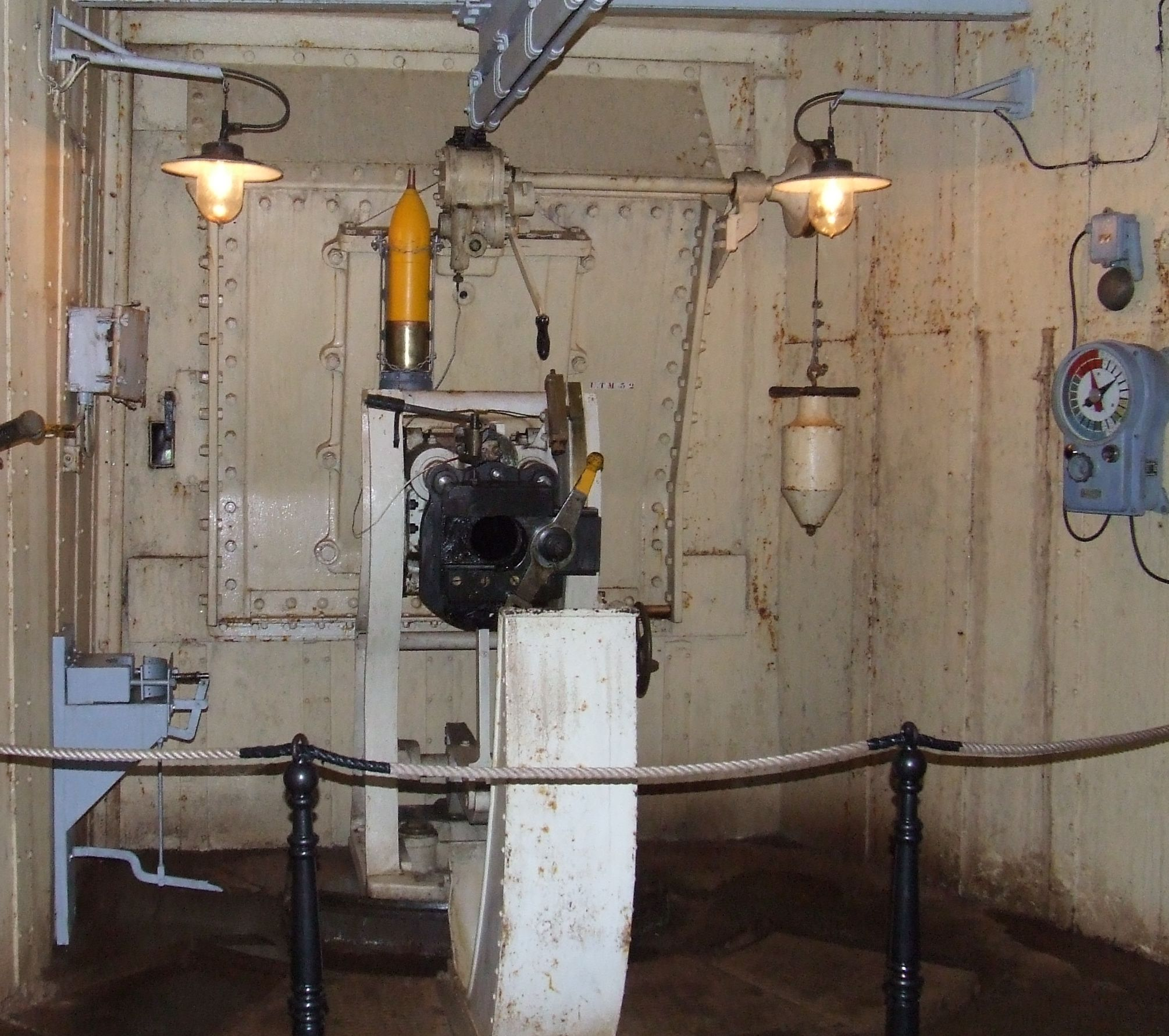
Lance-bombes de 135 mm du bloc 9, vue intérieure.
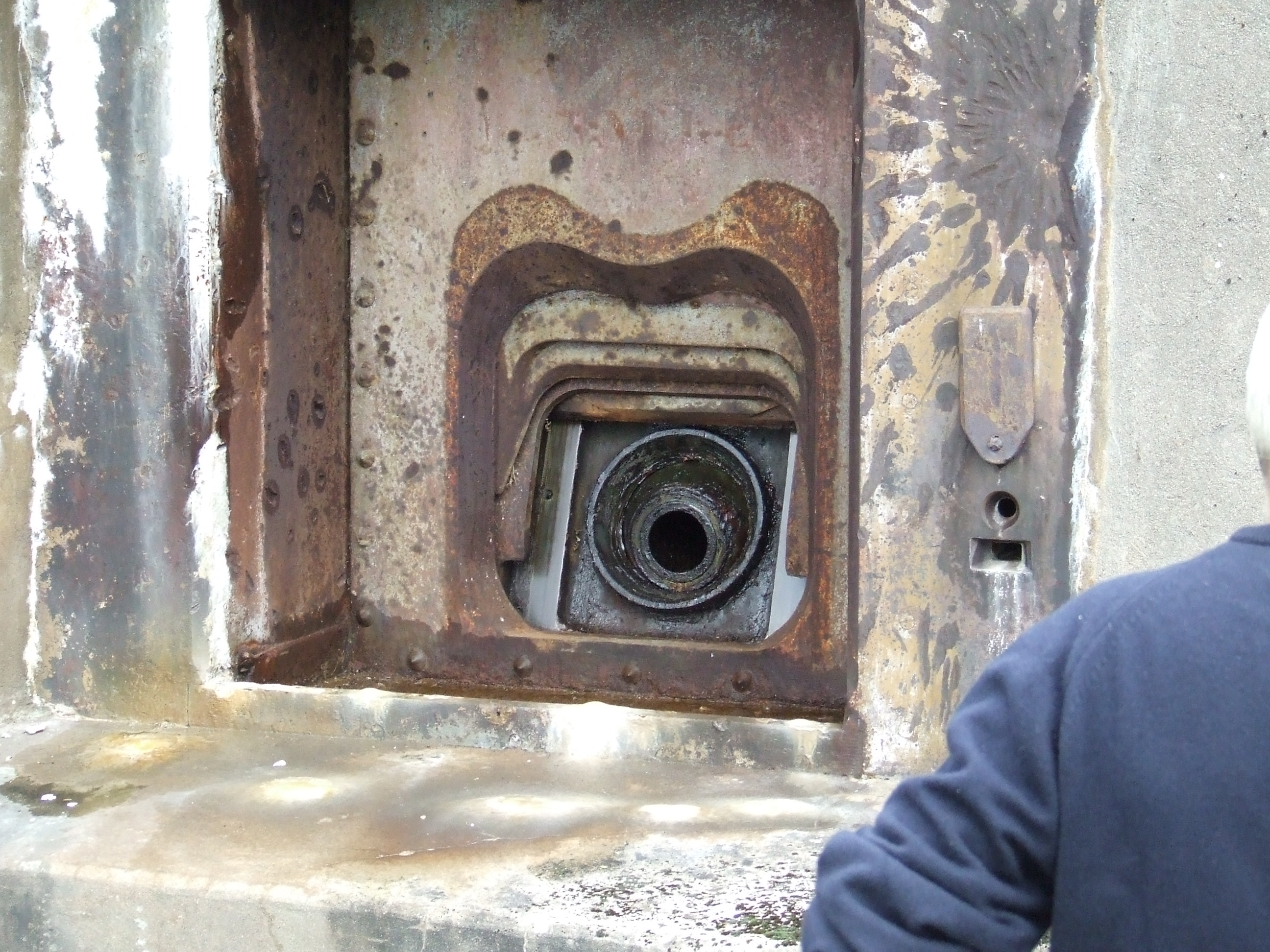
Lance-bombes de 135 mm du bloc 9, vue de l'extérieur.
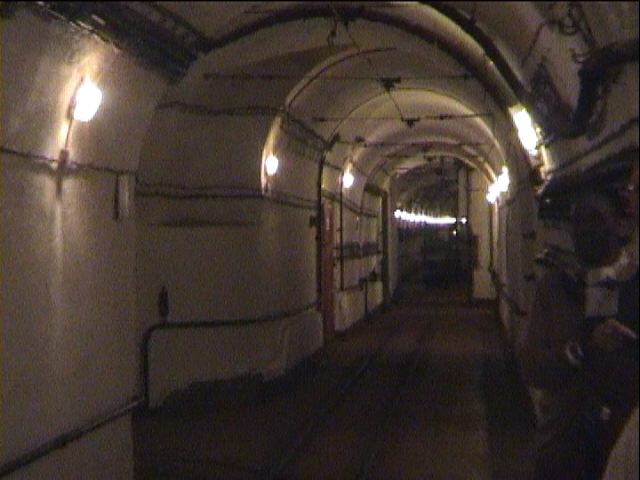
Galerie principale.
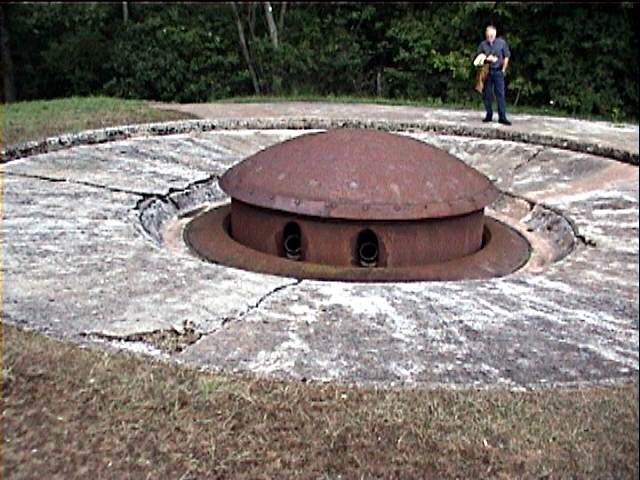
Tourelle pour deux lance-bombes de 135 mm en position batterie.
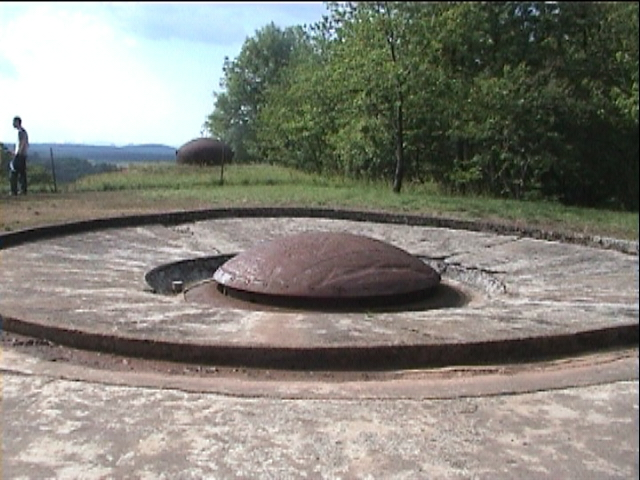
La même tourelle du bloc 9 en position éclipsée.

Cependant, seuls les dessous du demi-ouvrage ouest sont visitables. Le demi-ouvrage, souffrant d'une poussée des terrains à gypse qui font éclater les radiers et les murs les plus fins, est en trop mauvais état,.